# Ерік Кемпбелл
Ерік Кемпбелл (англ. Eric Campbell; 26 квітня 1879 — 20 грудня 1917) — британський актор-комік, який став відомий завдяки участі в короткометражних фільмах Чарлі Чапліна.

## Біографія
Альфред Ерік Кемпбелл (англ. Alfred Eric Campbell) народився 26 квітня 1879 (за іншими джерелами — 1878 або 1880) в містечку Данун графства Стратклайд в Шотландії. З дитинства почав виступати на сцені. У 1901 році одружився з актрисою мюзик-холу Фанні Гертруд Роботем (Fanny Gertrude Robotham), дещо пізніше був прийнятий на роботу в знамениту театральну антрепризу Фреда Карно, в якій в цей же період працювали Чаплін і Альберт Остін. У 1914 році Кемпбелл приїхав з гастролями трупи Карно в США. Під час виступів в Нью-Йорку Кемпбелла зауважив бродвейський продюсер Чарлз Фроман (Charles Frohman), який запропонував Кемпбеллу договір, і актор більше двох років грав у театральних постановках.
У березні 1916 Чаплін, який до цього часу встиг стати найвизначнішим голлівудським комедійним кіноактором, запросив Кемпбелла в свою постійну групу. Кемпбелл якнайкраще відповідав амплуа Гіганта — постійного противника героя Чапліна. Кемпбелл був високим (вище 185 см), великим (понад 110 кг) і міг виглядати досить страхітливо. Постійним елементом його образу у фільмах Чапліна стали густі загнуті догори брови, часто він грав також з довгою накладної бородою. Першою роботою Кемпбелла в кіно стала роль у фільмі «Контролер універмагу» (1916), надалі він з'являвся майже у всіх фільмах, які Чаплін робив за контрактом з компанією «Mutual».
За короткий термін Кемпбелл зумів завоювати величезну популярність у глядачів. Чаплін також надзвичайно його цінував, вони прекрасно доповнювали один одного на екрані, а в житті тісно дружили. До літа 1917 акторське майбутнє Кемпбелла виглядало зовсім забезпеченим — його запросила зніматися в черговий фільм Мері Пікфорд. Однак якраз в цей момент у житті Кемпбелла настала смуга фатального невезіння. 9 липня 1917 під час обіду в ресторані від серцевого нападу раптово померла його дружина. На наступний день його 16-річна дочка Уна, яка вийшла, щоб купити траурну сукню, серйозно постраждала в автомобільній аварії.
Уже 17 вересня Кемпбелл, нічого не повідомивши знаходиться на реабілітації дочки, одружується з акторкою вар'єте Перл Гилман (Pearl Gilman), з якою познайомився всього лише за п'ять днів до цього на вечірці. Але сімейне життя у них не склалося, і вже через два місяці Гилман подала на розлучення. А ще через місяць, 20 грудня 1917 року, Ерік Кемпбелл, сидячи за кермом автомобіля в стані сильного алкогольного сп'яніння, не впорався з керуванням і загинув в автокатастрофі. Його автомобіль був так спотворив при лобовому зіткненні, що тіло масивного актора не могли витягти з уламків протягом п'яти годин.
Нещастя не залишили актора і після смерті — після кремації урна з його прахом була затребувана і залишалася непохованих до 1952 року, коли один із службовців крематорію не сплатив похорони. Однак при цьому не було відзначено точне місце поховання і зараз могили Кемпбелла практично не існує.
Смерть Кемпбелла важко подіяла на Чапліна. Наступні його короткометражні фільми зняті в помітно інший інтонації, з них майже зник комічний гротеск, який так вдало привносив Кемпбелл. Зняті для «Mutual» за участю Еріка Кемпбелла короткометражні комедії по праву вважаються вершиною режисерської творчості Чапліна в 1910-х роках.

## Фільмографія
- 1916 — Контролер універмагу / The Floorwalker
- 1916 — Пожежник / The Fireman
- 1916 — Бродяга / The Vagabond
- 1916 — Граф / The Count
- 1916 — Позикова каса / The Pawnshop
- 1916 — За екраном / Behind the Screen
- 1916 — Скетинг-ринг / The Rink
- 1917 — Тиха вулиця / Easy Street
- 1917 — Лікування / The Cure
- 1917 — Іммігрант / The Immigrant
- 1917 — Шукач пригод (The Adventurer)

## Цікаві факти
У 1996 році був знятий присвячений життю творчості Еріка Кемпбелла документальний фільм «Голіаф Чапліна» (Chaplin's Goliath).
У тому ж 1996 році на батьківщині Кемпбелла в Данун була встановлена меморіальна дошка на згадку про нього.